# Atractus microrhynchus
Atractus microrhynchus är en ormart som beskrevs av Cope 1868. Atractus microrhynchus ingår i släktet Atractus och familjen snokar. Inga underarter finns listade.
Arten förekommer i regionen Tumbes vid Stilla havet där Ecuador och Peru möts. Honor lägger ägg.